# De caravana
De caravana (span., übersetzt etwa: Auf Party-Tour, internationaler Titel: Clubbing) ist eine argentinische Gangster- und Romantik-Komödie aus dem Jahr 2010 und das Langfilm-Regiedebüt von Rosendo Ruiz. Der Spielfilm erzählt die Liebesgeschichte eines jungen Mannes aus der Oberschicht und einer jungen Frau aus einem Elendsviertel mit Kontakten zum kriminellen Milieu.

## Handlung
Die aus einem Elendsviertel von Córdoba stammende 28-jährige Sara hat sich von ihrem langjährigen Freund, dem Kleinkriminellen „Laucha“, getrennt und möchte gemeinsam mit ihrer neuen Mitbewohnerin, dem Transvestiten Penélope, einen Schönheitssalon aufbauen und so ein „normales“ Leben beginnen. Auf einem Konzert des Cuarteto-Sängers Carlos „La Mona“ Jiménez, der in der Unterschicht sehr populär ist, trifft sie auf den reichen Werbefotografen Juan, der für seine Agentur Fotos des Auftritts für ein CD-Cover des Sängers macht. Juan lädt Sara noch in der Nacht zu sich nach Hause ein und macht Fotos von ihr. Nach einem Telefongespräch Juans, bei dem er sich verächtlich über die Konzertbesucher äußert, verschwindet die beleidigte Sara mitsamt seiner Kamera. Statt die Polizei zu rufen, entschließt er sich, den Fotoapparat selbst zurückzuholen und trifft in ihrer Wohnung auf Penélope, mit der er sich bereits auf dem Konzert unterhalten hatte. Es gelingt ihm, Penélopes Gutmütigkeit auszunutzen und die Kamera zu entwenden.
Kurz darauf stehen Sara und Penélope mit dem Musiker und Dealer „Maxtor“ vor Juans Tür und bedrohen ihn mit einem Messer. Sie zwingen ihn, die Kamera und einen Laptop zu übergeben: Dort waren nicht nur Fotos des Konzerts, sondern auch einige Maxtor kompromittierende Schnappschüsse von einem Drogen-Deal gespeichert. Außerdem entwenden sie einige bereits eingerahmte Fotos, mit denen Juan an einem Foto-Wettbewerb teilnehmen will und dafür eine Ausstellung in einem Museum vorbereitet. Maxtor erpresst damit Juan, für ihn Aufträge zu erledigen.
Während der Auftragsserie kommen sich Sara und Juan wieder näher. Laucha, der noch an Sara hängt und davon träumt, den populären Sänger Jiménez gegen ein hohes Lösegeld zu entführen, erfährt von der Liaison und stellt dem Paar nach, was zu einem ersten Zusammenstoß auf einem Konzert von Maxtors Band führt. Nach einem Disco-Abend, bei dem Juan einen Auftrag für Maxtor ausführt, landen Sara und Juan wieder auf einem Konzert von Jiménez. Dort erkennt sie der ebenfalls anwesende Laucha und schlägt Juan zusammen, lässt aber schnell von ihm ab und fährt ihn zu seiner Wohnung. Sein Plan: Er möchte die Tatsache, dass Juan im gleichen (Oberschicht)-Viertel wie Carlos Jiménez wohnt und bei dessen Promotion-Kampagne mitarbeitet, für seine Entführungspläne ausnutzen.
Auf einer Geburtstagsparty in einem Country Club trifft Sara Juan wieder. Es kommt zum Streit: Sie fühlt sich von seinen reichen Freunden diskriminiert, Juan wirft ihr daraufhin ihre ihm bisher geheimgehaltene Beziehung zu Laucha vor. Ihre Wege trennen sich vorerst.
Die Situation spitzt sich zu, als Laucha seinen Entführungsplan ausgerechnet am Tag von Juans Foto-Ausstellung umzusetzen versucht und in Juans Wohnung eindringt. Seine Pläne werden von Maxtor und Penélope mit Hilfe eines befreundeten Polizisten durchkreuzt. Eine weitere Wendung erfährt der Film, als Juan heimlich geschossene Fotos mit Maxtor, Sara und Penélope auf der Ausstellung zeigt. Sara und Juan stehen am Ende kurz vor der Versöhnung.

## Produktion
Der Film wurde zum großen Teil an Originalschauplätzen in Córdoba gedreht. Produktionstechnisch auffällig sind die für Komödien untypisch langen Einstellungen, mit denen Ruiz beabsichtigte, dem Film mehr Realismus zu geben. Die Szenen mit Carlos Jiménez entstanden auf realen Live-Konzerten des Sängers, bei denen die Beleuchtung an die Erfordernisse des Films angepasst wurde.

## Rezeption
Der Film wurde zunächst 2010 auf dem Filmfestival von Mar del Plata präsentiert. Er kam 2011 in die argentinischen Kinos und hielt sich acht Wochen auf den Spielplänen. 2011 wurde De Caravana auf dem Filmfest Hamburg gezeigt.

### Kritik
De Caravana wurde von der argentinischen Kritik positiv aufgenommen. Diego Batlle (La Nación) gab der Komödie die Note sehr gut und lobte die vielen Ideen, den Witz, das Talent und die großen Momente des Films; allerdings gebe es Ungleichgewichte bei den schauspielerischen Leistungen und einige unnatürlich wirkende Szenen. Miguel Frías (Clarín) bezeichnete den Film als „großen Cocktail mit Unterhaltung und Anthropologie“. In De Caravana kreuzten sich Snobs und Antihelden mit den Unterschichtcharakteren von Adrián Caetano (Pizza, birra, faso).
Auch Horacio Bernades (Página/12) bewertete den Film positiv. Er sei eine Komödie à la Tarantino und ein Zeugnis für urbane Anthropologie; er führe die Spaltung der sozialen Schichten Argentiniens vor. Zuschauer der Mittel- und Oberschicht stelle der Film vor Probleme, da er die subtile Diskriminierung der Unterschicht durch diese Bevölkerungsgruppe zeige; in der Schlussszene wirke der arme Kriminelle Laucha moralisch überzeugender als der reiche Fotograf Juan. Roger Koza (La Voz del Interior) lobte insbesondere die schauspielerischen Leistungen von Gustavo Almada (Laucha) und Rodrigo Savina (Maxtor), die den Film symbolisch ausfüllten. Während Laucha die Wut des Unterdrückten verkörpere, erliege Maxtor der Utopie einer Rebellion gegen gesellschaftliche Normen, die über seine Klassenzugehörigkeit hinausgehe.

### Auszeichnungen
- Filmfestival von Mar del Plata 2010: 1. FEISAL-Erwähnung für argentinische Regisseure[7]
- Festival für Unabhängiges Kino von Cosquín (FICIC) 2011: Bester argentinischer Langfilm[8]
- Festival für Lateinamerikanisches Kino von La Plata 2011: Bester Spielfilm[9]